# 1270年
| 千纪： | 2千纪 |
| 世纪： | 12世纪 \| 13世纪 \| 14世纪                                                                                 |
| 年代： | 1240年代 \| 1250年代 \| 1260年代 \| 1270年代 \| 1280年代 \| 1290年代 \| 1300年代                           |
| 年份： | 1265年 \| 1266年 \| 1267年 \| 1268年 \| 1269年 \| 1270年 \| 1271年 \| 1272年 \| 1273年 \| 1274年 \| 1275年 |
| 纪年： | 庚午年（马年）；蒙古至元七年；南宋咸淳六年；越南紹隆十三年；日本文永七年                                   |

## 大事记
- 高麗武人政權的餘黨三別抄軍抗擊蒙古帝國和已經降伏的高麗朝廷，是為三別抄之亂。
- 三佛齊遠征錫蘭，被錫蘭攝政王毗羅婆呼（英文：Virabahu）所敗。
- 忽必烈封八思巴為帝師。
- 欧洲
  - 法國國王路易九世為報1250年兵敗之仇，再度發起第八次十字軍東征，進軍突尼斯哈夫斯王朝失敗。
  - 威尼斯共和國與熱那亞共和國簽署和平條約，結束1256年以來的聖薩巴戰爭，確認威尼斯人在亞德里亞海的優勢地位。

## 出生
- 柳貫

## 逝世
- 8月25日︰路易九世，法國卡佩王朝國王。（1214年出生，56岁）